# آية كاواي
آية كاواي (باليابانية: 河合彩؛ بالكانا: かわい あや) هي راقصة على الجليد يابانية، ولدت في 4 أبريل 1975 في طوكيو في اليابان.

## وصلات خارجية
- آية كاواي على موقع اللجنة الأولمبية الدولية (الإنجليزية)
- آية كاواي على موقع أوليمبيديا (الإنجليزية)